# Volkswagenwerk Emden
| Volkswagenwerk Emden | Volkswagenwerk Emden             |
| -------------------- | -------------------------------- |
| Gründung             | 1964                             |
| Produktion           | rund 180.000 Fahrzeuge (12/2023) |
| Fläche               | 4.300.000 m²                     |
| Mitarbeiter          | rund 8.000 (12/2023)             |
| Leitung              | Enno Fehse                       |

Das Volkswagen Werk Emden ist seit 1964 ein Produktionsstandort der Volkswagen AG in der Stadt Emden. Er wurde insbesondere wegen der Nähe zum Hafen zur Käfer-Produktion errichtet. Ab 1977 wurde der VW Passat produziert, ein Jahr darauf lief der letzte in Emden produzierte Käfer vom Band.

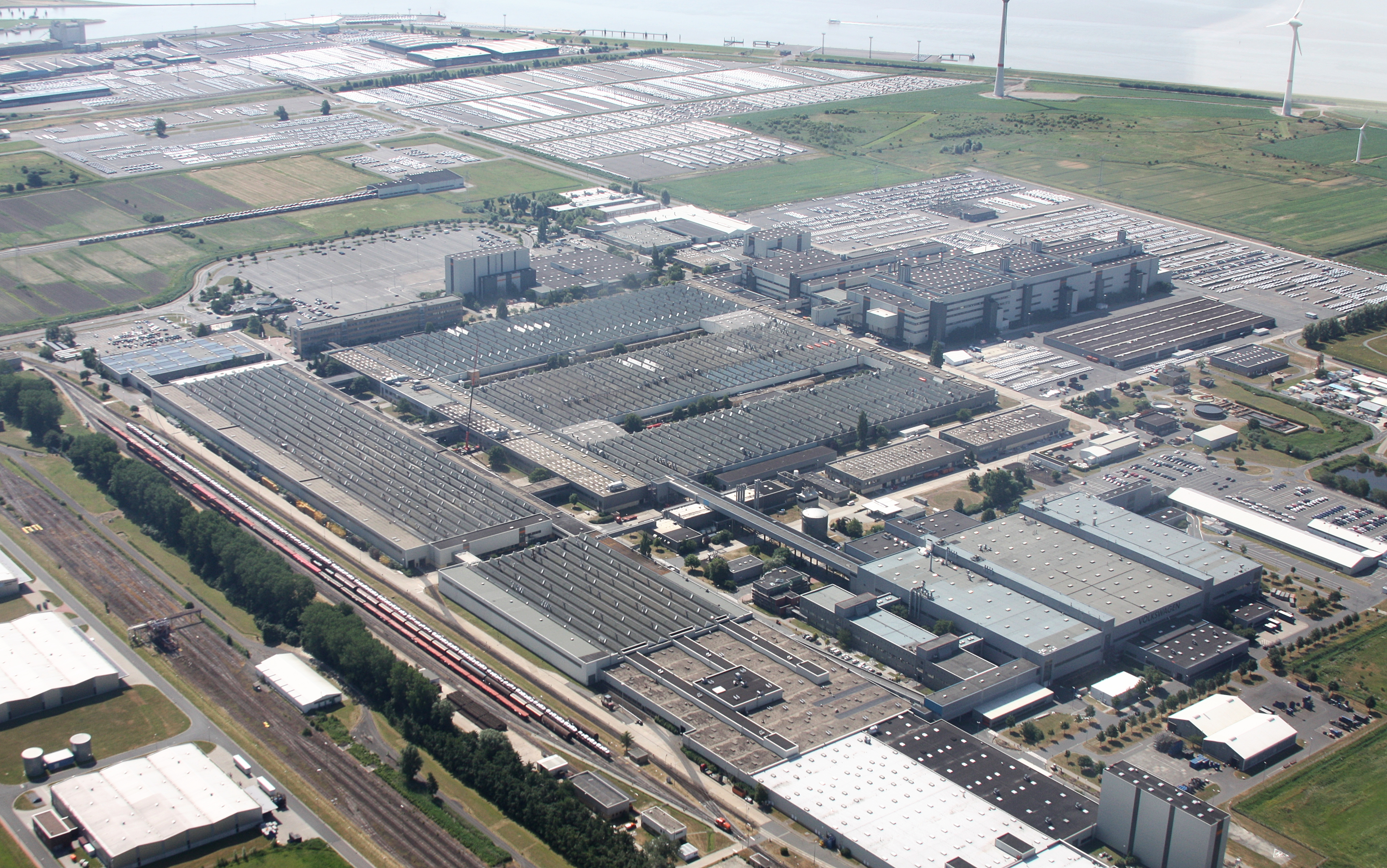
Luftbild des Werks, im Hintergrund links der Teil des Hafens, in dem der Autoumschlag stattfindet

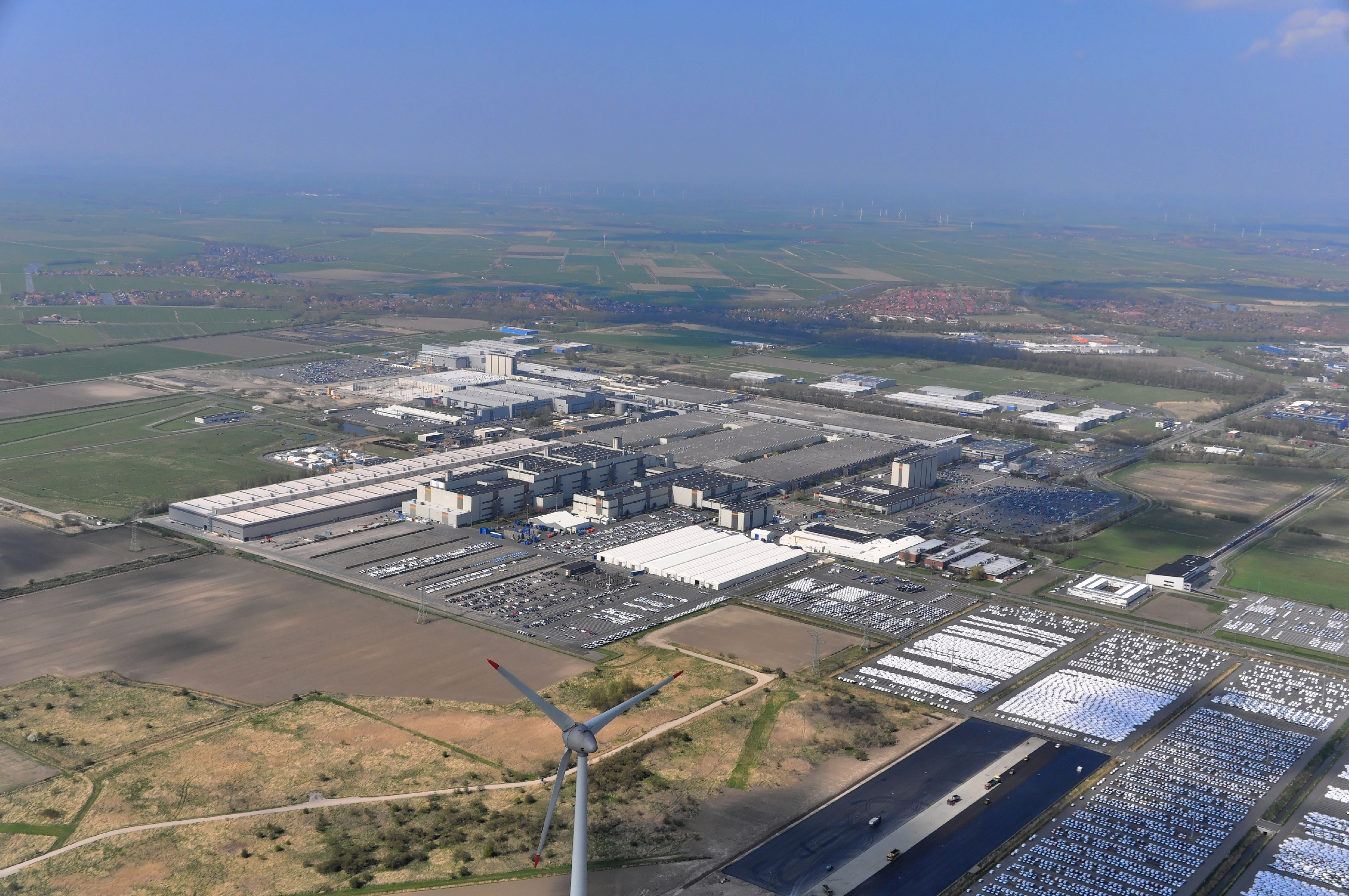
Luftbild des Werks

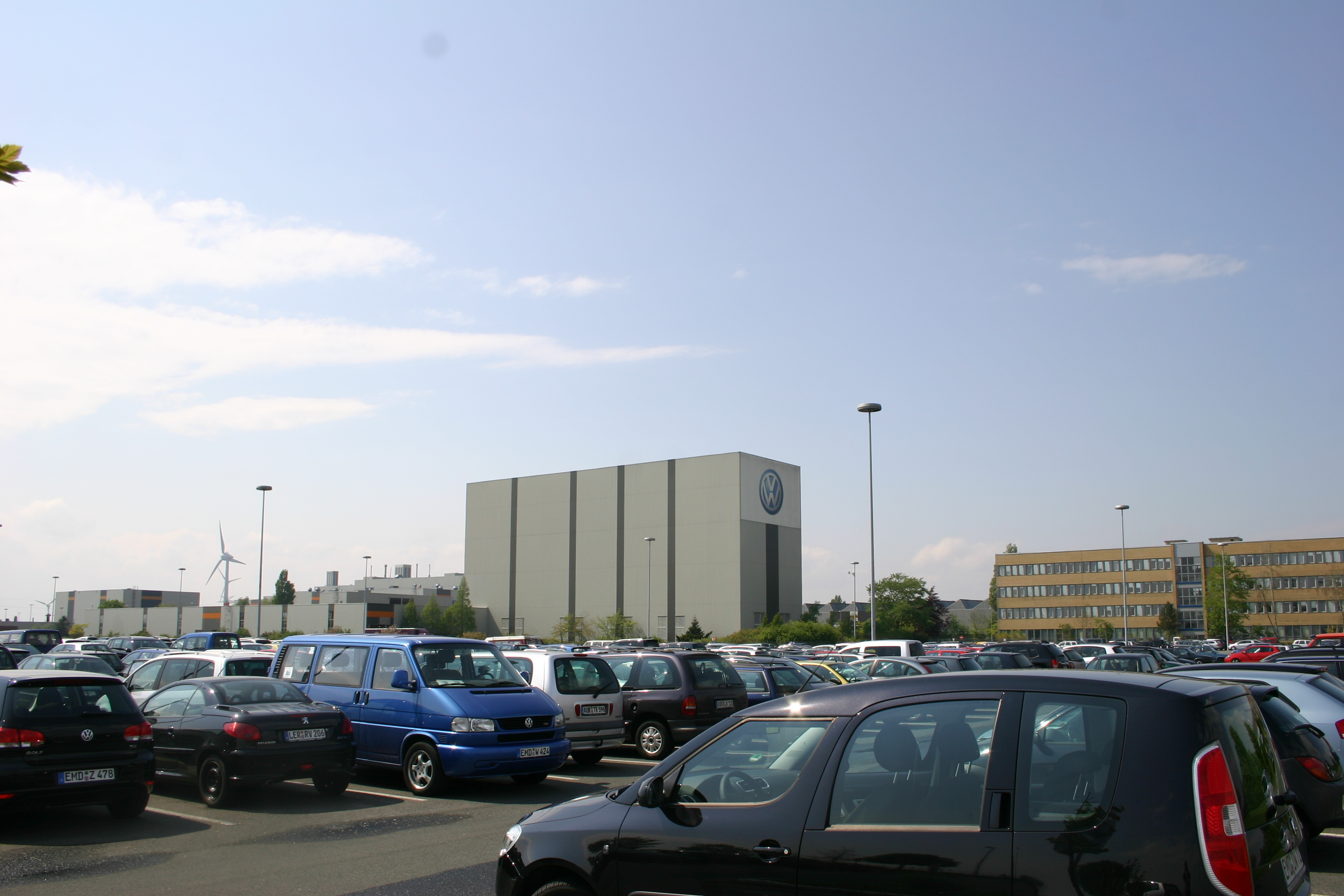
Teilansicht des VW-Werks Emden

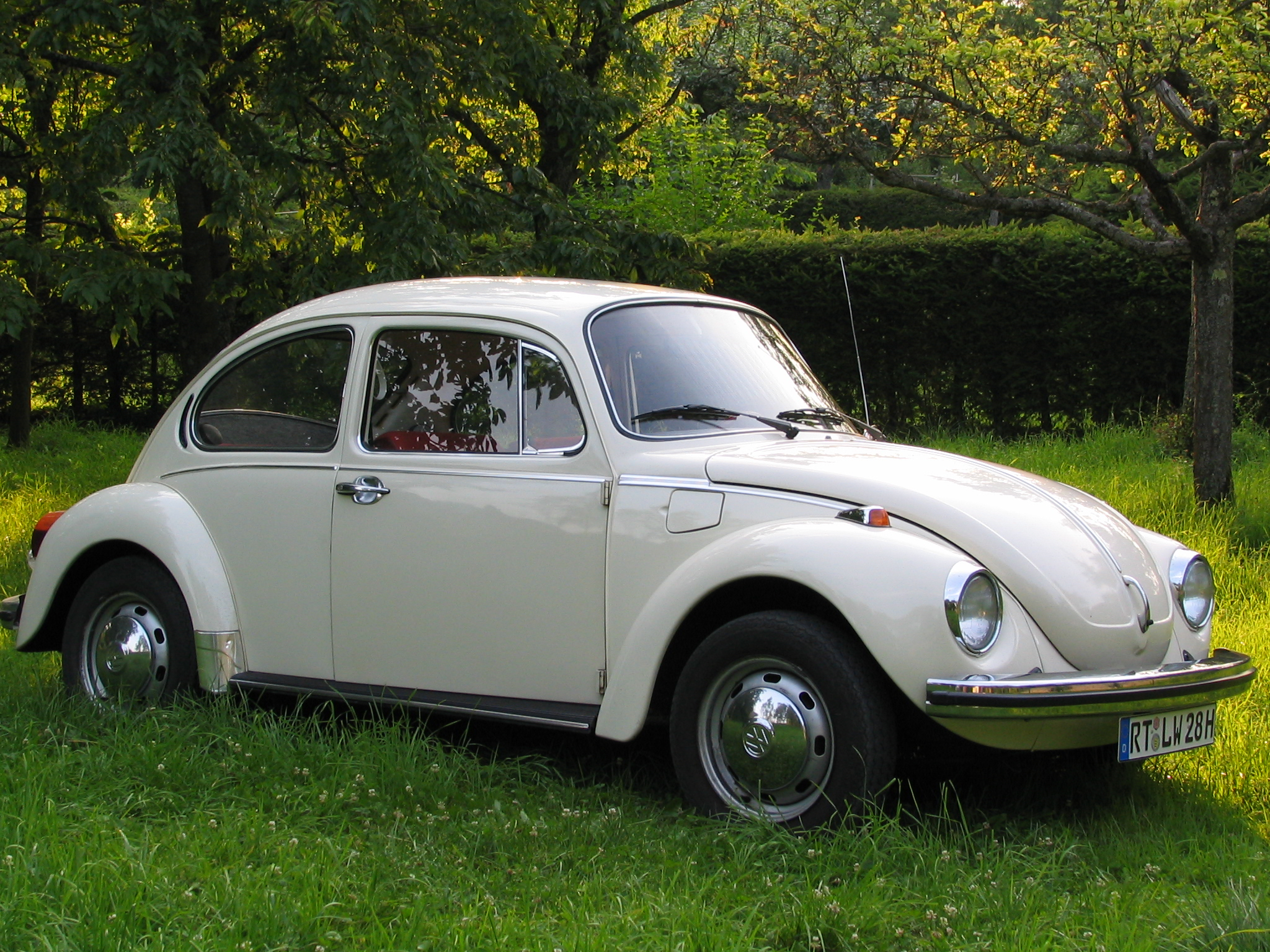
VW Käfer 1303 Bj. 1974

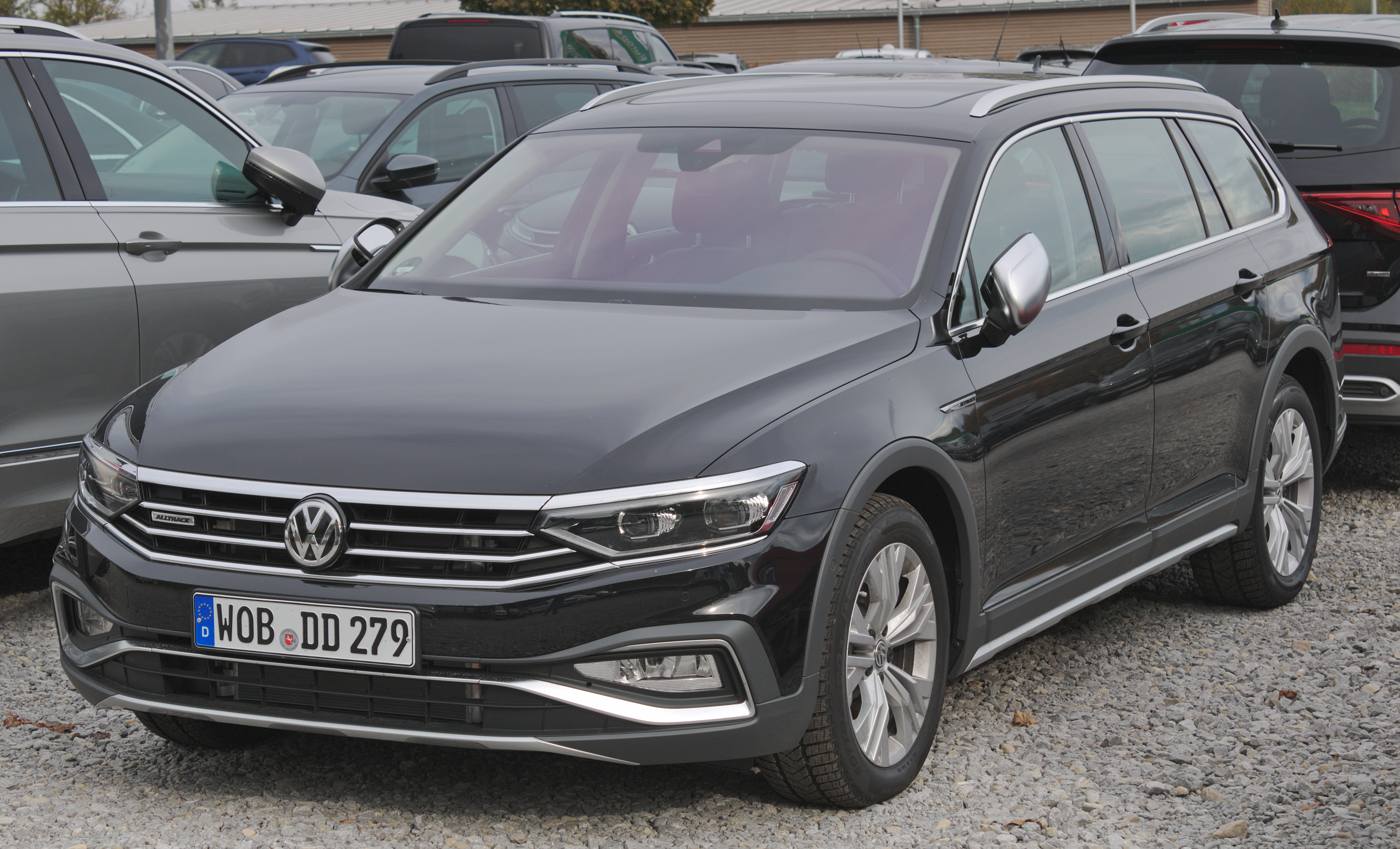
VW Passat Bj. 2019

## Werksgeschichte
Volkswagen entschied sich in den frühen 1960er Jahren für Emden als neuen Produktionsstandort, weil der Emder Hafen der westlichste Seehafen Deutschlands ist und daher die kürzesten Transportwege nach Übersee bietet. Ein weiterer Grund war die hohe Arbeitslosenquote in Ostfriesland. Das Werk wurde in erster Linie für den Export des erfolgreichen VW Käfer errichtet. Zudem verfügte die Stadt über 200 Hektar eingepolderten Landes und somit über ausreichende Flächenreserven für Betriebserweiterungen, die im Bedarfsfall preisgünstig zu erwerben wären.
Das Werk wurde nach neunmonatiger Bauzeit eingeweiht. Am 8. Dezember 1964 begann die Produktion des VW Käfer. 1965 kaufte Volkswagen die 1960 von dem Lkw-Produzenten Büssing erworbene Produktionsstätte auf dem Larrelter Polder; das Areal wird von der Statistikstelle der Stadt jedoch zum Stadtteil Port Arthur/Transvaal gezählt. Büssing musste im Juni 1964 nach nur zweieinhalb Jahren Produktion den Lkw-Getriebebau in den 120.000 m² großen Hallen einstellen.
Der letzte in Deutschland gebaute Käfer (Limousine) verließ am 19. Januar 1978 das Montageband in Emden. Das Käfer-Cabriolet wurde noch bis Januar 1980 bei Karmann in Osnabrück gebaut.
Seit 1978 wurde der VW Passat auch in Emden produziert. Das Werk in der Seehafenstadt war das „Leitwerk“ für dieses Modell. Neben der Limousine lief die Kombiversion Variant vom Band. Nach dem Ende der Fertigung des VW CC wurde ab 2016 der Nachfolger VW Arteon produziert. Im werkseigenen Presswerk werden zudem Blechteile für unterschiedliche Fahrzeuge des Volkswagen-Konzerns hergestellt.
Das Emder Volkswagen-Werk ist „Patenwerk“ für das im April 2011 neu eröffnete Werk der Volkswagen Group of America Chattanooga Operations. In Chattanooga (Tennessee) entstand bis 2021 der speziell auf den amerikanischen Markt abgestimmte Passat NMS.
Im August 2019 gab VW bekannt, dass das Werk Emden zu einem reinen E-Auto-Werk umgebaut werde. Seit 2022 werden dort Modelle auf Basis des sogenannten Modularen E-Antriebs-Baukastens (MEB) gebaut. Im Mai 2022 begann in Emden die Produktion des ID.4. In den Umbau wollte VW eine Milliarde Euro investieren.
Ab 2023 sollte der VW Passat nur noch im Volkswagen-Werk Bratislava vom Band laufen. Das Werk in Emden erhielt mit dem ID.7 dafür ein weiteres vollelektrisches Auto nach dem ID.4.

## Bedeutung für Emden und Umgebung
Das Volkswagen-Werk hat für den Arbeitsmarkt in Emden und Ostfriesland eine überragende Bedeutung, insbesondere für die Stadt Emden und den Landkreis Aurich. Das Werk beschäftigte Stand November 2024 rund 8000 Mitarbeiter. Damit ist es der größte industrielle Produktionsstandort westlich von Bremen  und nördlich des Ruhrgebiets. Von den rund 29.000 sozialversicherungspflichtig Beschäftigten in Emden arbeiten somit mehr als ein Viertel bei oder unmittelbar für Volkswagen. Die damit verbundene Kaufkraft sichert wiederum eine große Zahl an Arbeitsplätzen, die allerdings nur schwer in Zahlen gefasst werden kann. Teils pendeln Beschäftigte auch aus dem Umland von Wilhelmshaven und Oldenburg ein. Der Großteil der Einpendler stammt jedoch aus dem Landkreis Aurich und zu einem bereits etwas geringeren Anteil aus dem Landkreis Leer.
Darüber hinaus ist Volkswagen am Standort Emden ein wichtiger Ausbildungsbetrieb für die Region, der Ausbildungsberufe aus dem gewerblich-technischen (überwiegend fahrzeugbezogen) sowie kaufmännischen Bereich anbietet.
Im Emder Hafen gibt es mehrere Kaianlagen, die für den Autoumschlag genutzt werden. Durch das Werk wurde der Emder Hafen der mittlerweile drittgrößte Autoverladehafen Europas nach Bremerhaven und Zeebrugge. 2008 wurden im Emder Hafen erstmals mehr als eine Million Fahrzeuge umgeschlagen. Fast der gesamte Im- und Export des Volkswagen-Konzerns, also inklusive der Tochterfirmen, läuft über den Emder Hafen. Das Werk verfügt über zwei größere Verladebahnhöfe. Zudem wird der Emder Rangierbahnhof heute in erster Linie für das Zusammenstellen von Zügen für Volkswagen genutzt.
Im Industriepark Frisia, dem Gelände der ehemaligen und mittlerweile abgerissenen Erdölwerke Frisia vor den Toren des Volkswagen-Werks, siedelten sich in den vergangenen Jahren Zulieferfirmen mit rund 500 Beschäftigten an. Das Gelände wurde zuvor dekontaminiert, in erster Linie durch Geldmittel der EU und der Stadt.

## Tarifvertrag
Das Werk Emden fällt unter den Geltungsbereich des Volkswagen-Haustarifvertrages.